# Gerhard Hahn

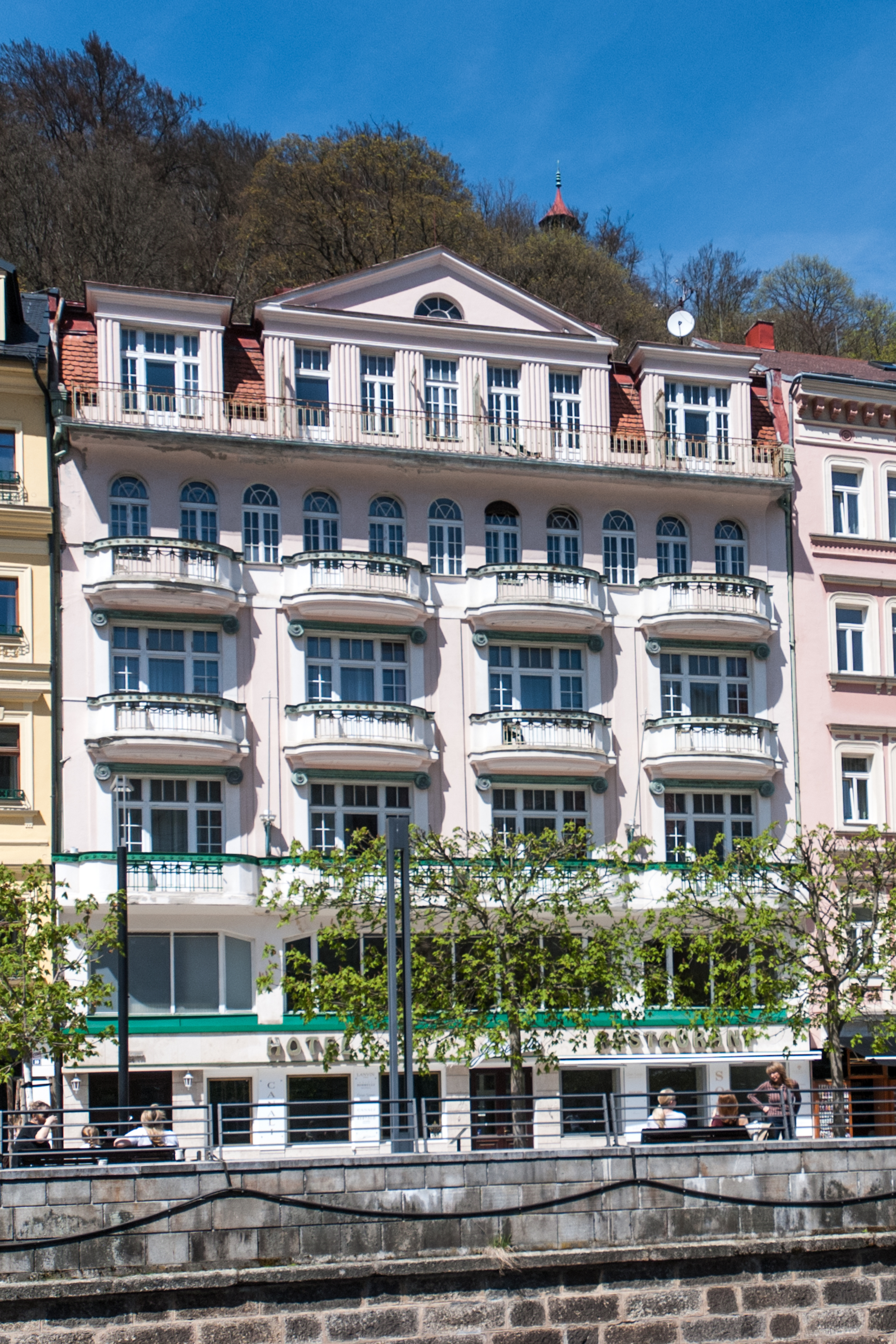
Pracoviště doktora Hahna v Karlových Varech, dům Jessenius na Staré louce

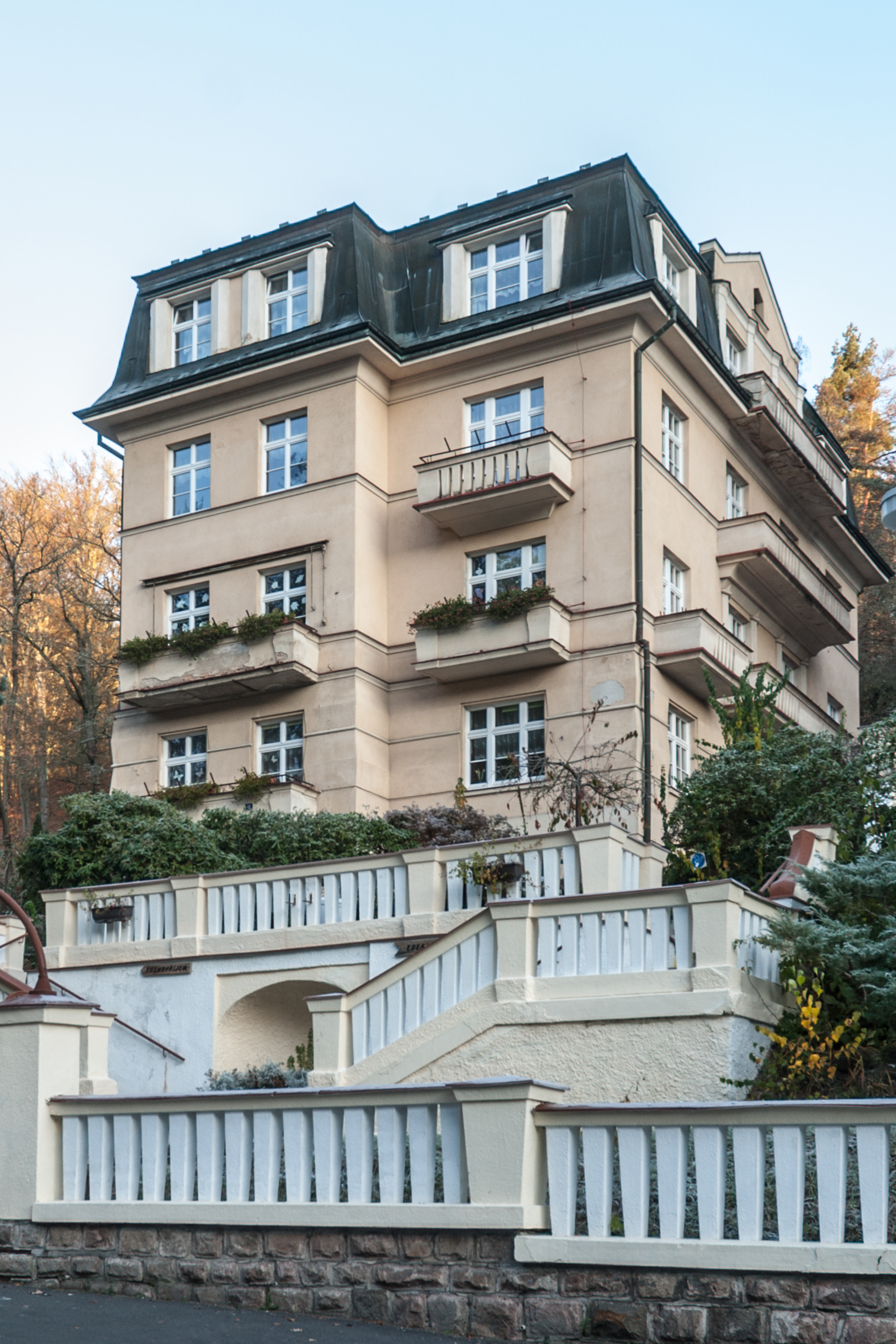
Bydliště doktora Hahna a jeho rodiny v Karlových Varech v Křižíkově ulici, Vila Eden II, tehdy depandance Léčebného ústavu Jiřího Dimitrova

Gerhard Hahn (9. září 1916, Jaroměřice nad Rokytnou – 1988) byl lékař, diabetolog, působící nejprve v třebíčské nemocnici, později ve Františkových Lázních a posléze v Karlových Varech, od roku 1960 jako primář největšího diabetologického ústavu v tehdejším Československu – Jessenia.

## Studium
Gerhard Hahn se narodil 9. září 1916 v Jaroměřicích nad Rokytnou v rodině stavitele jako předposlední dítě ze třinácti sourozenců. Vždy chtěl studovat medicínu. Přihlásil se na Lékařskou fakultu Masarykovy univerzity v Brně. Během druhé světové války byly české vysoké školy zavřeny a studenti byli buď nasazeni do továren třetí říše nebo byli zařazeni do pracovního procesu v  oblasti protektorátu. Gerhardovi se podařilo přečkat válku ve firmě jednoho z bratrů, kde pracoval jako studnař. Po válce pokračoval ve studiu. Jako nadaný, precizní a pilný student vystudoval fakultu se sociálním a prospěchovým stipendiem. Promoval v roce 1947.

## Profesní kariéra
Po ukončení studií nastoupil jako lékař do nemocnice v Třebíči. Později ho Ministerstvo zdravotnictví vyslalo do západního pohraničí, kde byl nejprve zaměstnán ve Státním sanatoriu ve Františkových Lázních. Poté se přestěhoval do Karlových Varů, kde od roku 1954 pracoval v lázeňském sanatoriu Mečnikov (nyní hotel Central), v hotelu Pupp a v Thomayeru (nyní Savoy Westend). V roce 1960 byl jmenován vedoucím lékařem lázeňské léčebny Jessenius. Zde do té doby působil doktor Andrej Fried, který tu zavedl a propracoval komplexní lázeňskou léčbu diabetiků, a právě primář Gerhard Hahn v šedesátých letech ústav povznesl na největší diabetologické zařízení tehdejšího Československa.

## Rodina
Oženil se ještě v Třebíči. Jeho manželka Dagmar Hahnová později v Karlových Varech dlouhá léta pracovala jako vrchní sestra v biochemických laboratořích v Lázních III. Manželům Hahnovým se narodily dvě dcery, Dagmar a Mahulena. Dagmar, provdaná Špišáková, se po vzoru svého otce stala lázeňskou lékařkou, stejně jako její dcera Markéta Špišáková-Straková. Druhá dcera doktora Hahna Mahulena, provdaná Procházková, pracuje jako zubní lékařka v Teplicích – Trnovanech.

## Charakteristika
Doktor Hahn byl spolupracovníky charakterizován jako přísný primář se sklonem k preciznosti a svými pacienty jako laskavý a vstřícný lékař, galantní k ženám, kterých si vážil. Svým pacientům, diabetikům, se příkladně věnoval a učil je, jak se s diabetem vyrovnat a dál plnohodnotně žít. Byl všestranně nadaný a znalý v mnoha oborech, zajímaly ho mimo jiné botanika, zoologie, astronomie nebo meteorologie, rád maloval a lehce se učil cizí jazyky. Když byly dcery malé, bez problému se kvůli nim již v dospělém věku naučit lyžovat a bruslit. Byl váženým a oblíbeným člověkem.